# 악인은 너무 많다
"악인은 너무 많다"는 2011년에 개봉한 대한민국의 영화이다.

## 캐스팅
- 김준배 : 강필 역
- 송서연 : 박서정 역
- 권오진 : 오 형사 역
- 권철 : 백진구 역
- 공유석 : 배주인 뚱보 역
- 서현석 : 박용대 역
- 설지윤 : 이문희 역
- 남소연 : 혜정 역
- 김소윤 : 동영상 속 여자아이 역
- 유가희 : 유선생 역
- 송금영 : 변호사 역
- 강길남 : 세종철강 부지 노숙인 역
- 권기백 : 병도 역
- 김상석 : 토니 역
- 남태우 : 경로잔치 사회자 역
- 김신웅 : 핑크래빗 종업원 역
- 김휘연 : 지윤 역
- 문지성 : 형사 1 역
- 박정환 : 중국인 괴한 역
- 최은 : 뚱보의 여자 역